# Calophyllum hosei
Calophyllum hosei är en tvåhjärtbladig växtart som beskrevs av Henry Nicholas Ridley. Calophyllum hosei ingår i släktet Calophyllum och familjen Calophyllaceae. Inga underarter finns listade i Catalogue of Life.